# Casa Guarrissa
La casa Guarrissa és un edifici de Móra d'Ebre (Ribera d'Ebre) inclòs a l'Inventari del Patrimoni Arquitectònic de Catalunya. Està situada dins del nucli urbà de la vila de Móra d'Ebre, dins dels límits del nucli antic i formant cantonada entre el carrer de la Barca i la plaça de Baix.

## Descripció
És un edifici cantoner de planta rectangular, amb la coberta de teula de quatre vessants i distribuït en planta baixa, pis i golfes. La façana principal presenta un portal d'accés rectangular emmarcat amb carreus de pedra, amb la llinda plana gravada amb la inscripció "YLLOMBART ANY 1762" i uns motius decoratius que emmarquen altres inscripcions de difícil interpretació. A cada banda hi ha dues finestres rectangulars, amb els emmarcaments arrebossats. Les obertures del pis són rectangulars i tenen sortida a balcons exempts amb les llosanes motllurades. Una cornisa horitzontal separa aquestes dues plantes del nivell de les golfes. Aquestes presenten una galeria d'arcs de mig punt amb les línies d'imposta motllurades. La façana lateral, orientada a la plaça, presenta una tribuna poligonal al pis, amb simples obertures rectangulars, de la mateixa manera que la resta del parament. La construcció està arrebossada i pintada.
A la llinda de la porta es pot apreciar incisa una inscripció amb l'any 1762.